# 中国科学院微生物研究所
中国科学院微生物研究所是中国科学院下屬研究所，于1958年由中国科学院应用真菌研究所和北京微生物研究室合并成立，现位于北京市朝阳区北辰西路中国科学院奥运村园区。以微生物资源、工业与应用微生物、病原微生物与免疫为主要研究领域。拥有微生物资源前期开发国家重点实验室、植物基因组学国家重点实验室（与遗传与发育生物学研究所共建）、真菌学国家重点实验室、中国科学院病原微生物与免疫学重点实验室、一个拥有具有40万号标本的菌物标本馆和一个的具有17000多株菌种的微生物菌种保藏中心。是世界知识产权组织批准的布达佩斯条约国际保藏单位。现任所长刘双江。

## 历史沿革
微生物所成立于1958年12月3日，所址位于北京市海淀区中关村。2007年，微生物所的大部分从中关村迁至朝阳区中国科学院奥运村生命科学园区。
1958年至1976年的18年间，研究所先后成立了八个研究室：真菌研究室、病毒研究室、生理生化研究室、生物物理研究室、遗传研究室、农业微生物研究室、工业微生物研究室和地微生物研究室。在我国微生物资源调查、微生物生理代谢、微生物遗传变异等方面做了工作，在工业微生物学、地微生物学、霉腐微生物学、抗生素与拮抗微生物方面，筛选出一大批适合于应用的优良菌种。
1978年，研究所对学科领域和研究室设置进行了调整和重组，组建了八个研究室：真菌分类研究室、细菌分类研究室、病毒研究室、微生物生态研究室、微生物代谢研究室、微生物酶学研究室、微生物遗传学研究室和微生物菌种保藏研究室，同时建立起一套相对完备的科研支撑系统，包括发酵中试厂、微生物新技术室、同位素实验室和图书情报室。
1998年6月，中国科学院知识创新工程启动。2001年8月15日，微生物所整体进入中科院创新试点序列。微生物所确立了微生物资源、分子微生物学、微生物生物技术三个主要研究领域，并将科研机构相应调整为微生物资源研究中心、分子微生物学研究中心和微生物生物技术研究中心。2004年，微生物所将研究领域进一步调整为微生物资源、工业微生物和病原微生物三大领域，并重组成立了分属三大领域的九个研究中心，分别是：微生物资源中心、微生物基因组学联合研究中心、极端微生物研究中心、能源与工业生物技术中心、微生物代谢工程研究中心、环境生物技术中心、农业生物技术中心、分子病毒中心和分子免疫中心。
2021年，中国科学院微生物研究所與君實生物聯合開發治療2019冠狀病毒病的藥物JS016。

## 研究室组成
微生物所的科学研究体系由五个研究室组成，它们是微生物资源前期开发国家重点实验室、植物基因组学国家重点实验室（与中国科学院遗传与发育生物学研究所共建）、真菌学国家重点实验室、中国科学院病原微生物与免疫学重点实验室、工业微生物与生物技术实验室。拥有亚洲最大的48万多份标本的菌物标本馆和国内最大的含4万1千余株菌种的微生物菌种保藏中心，建有微生物菌种与细胞保藏中心、微生物资源信息管理平台、大型仪器中心和生物安全三级实验室等技术支撑平台，拥有一个藏书（刊）5万余册的专业性图书馆及拥有2万余册电子书、9000多种中西文电子期刊的电子图书馆。目前挂靠微生物所的单位有中国微生物学会、中国菌物学会、中国生物工程学会3个国家级学会，微生物所与相关学会共同主持编辑出版的学术刊物有《微生物学报》、《微生物学通报》、《菌物系统》及《生物工程学报》（中英文版）。

## 历任所长
1. 戴芳澜
2. 薛禹谷
3. 宋大康
4. 周培瑾
5. 孟广震
6. 方荣祥
7. 高福
8. 黄力
9. 刘双江
10. 钱韦